# Dirty Pretty Things
Dirty Pretty Things — британская рок-группа, под предводительством бывшего фронтмена группы The Libertines, Карла Барата. В состав группы вошли басист Дидз Хэммонд, гитарист Энтони Россомандо и бывший коллега Барата по The Libertines барабанщик Гэри Пауэлл. Интересно, что свой пропитый голос Карл обратил в своё достоинство.
Альбом Waterloo to anywhere добрался до 3 места в Британском хит-параде, второй же альбом, «Romance at short Notice», — всего лишь до 35 места.
12 июня 2008 года группа выступила в московском клубе Б1.
20 декабря 2008 года группа дала последний концерт и заявила о прекращении своей деятельности.

## Распад группы
С официального сайта: 
02.10.08
«Это были великолепные три года, которые мы бы с удовольствием прожили заново, но настало время заняться новыми вещами», — отметил Барат в специальном заявлении для журнала New Musical Express. При этом он особо подчеркнул, что не намерен воссоединяться со своим бывшим напарником Питом Доэрти из The Libertines.

## Дебютный альбом группыWaterloo to anywhere
Дебютный диск группы был записан в одной из калифорнийских студий под присмотром продюсера Дэйва Сарди, ранее работавшего с Oasis и Jet. По словам Карла Барата, за две недели студийных сессий музыканты успели довести до ума целых семь треков будущего альбома.
1. Deadwood
2. Doctors And Dealers
3. Bang Bang You`re Dead
4. Blood Thirsty Bastards
5. The Gentry Cove
6. Gin & Milk
7. The Enemy
8. If You Love A Woman
9. You Fucking Love It
10. Wondering
11. Last Of The Small Town Playboys
12. B.U.R.M.A

## Второй альбом 'Romance at short Notice
1. «Buzzards And Crows»
2. «Hippy Son»
3. «Plastic Hearts»
4. «Tired Of England»
5. «Come Closer»
6. «Fault Lines»
7. «Kicks Or Consumption»
8. «Best Face»
9. «Truth Begins»
10. «Chinese Dogs»
11. «The North»
12. «Blood On My Shoes»